# Ross Chambers
Leigh Ross Chambers, né le 19 novembre 1932 à Kempsey en Australie et mort le 18 octobre 2017, est un professeur d'université, spécialiste de la littérature française du XIXe siècle. Il a été membre du Collège de 'Pataphysique et de l'Oulipo.

## Biographie
Formé à l'Université de Sidney, puis docteur ès lettres de l'Université de Grenoble avec une thèse sur Gérard de Nerval et la poétique du voyage, Ross Chambers enseigne à l'Université de Sidney, puis à l'Université du Michigan à partir de 1975, laquelle lui accorde en 1985 le titre de Distinguished University Professor of French and Comparative Literature. Il est également fellow de la Australian Academy of the Humanities, et en France, officier de l'Ordre des Palmes académiques. 
Il est l'auteur de nombreux essais littéraires en anglais et en français, entre autres sur Nerval et sur les débuts du modernisme en France.
Depuis les années 80, M. Chambers s'est tourné vers la théorie, en publiant des œuvres sur la narration (Story and Situation), la mélancolie (Melancolie et opposition), la signification littéraire (Meaning and Meaninglessness). L'un de ses derniers ouvrages, Loiterature, fait l'éloge de la digression et de l'errance dans la littérature. 
Il est coopté par Raymond Queneau correspondant étranger de l'Oulipo pour l’Australie en 1961, mais ne s'intègre jamais vraiment au groupe, avec qui il n'a plus de relations depuis 1963. 

## Œuvres principales
- Gérard de Nerval et la poétique du voyage, José Corti, 1969.
- La Comédie au château, contribution à la poétique du théâtre, José Corti, 1971[4].
- L’Ange et l’automate : variations sur le mythe de l’actrice, de Nerval à Proust, Lettres modernes, Paris, 1971.
- « Spirite » de Théophile Gautier : une lecture, Lettres Modernes, Paris, 1974.
- Mélancolie et opposition : les débuts du modernisme en France, José Corti, Paris, 1987[5].
- (en) Loiterature, University of Nebraska Press, 1999[6].